# 波乗野郎
PerMan Surfer 波乗野郎（パーマン・サーファー なみのりやろう）は、株式会社ビー・ユー・ジーが開発したMacintoshおよびMicrosoft Windows用のWWWオートパイロットソフトウェア。略称は波乗野郎。
1996年3月にプレビュー版のリリースを経て、1996年7月に販売が開始された。

## 概要
波乗野郎は予め収集を行いたいウェブサイトやそれを収集する時間帯を設定する必要がある。指定した時間になると自動的にインターネットに接続され、指定されたサイトを条件に従ってローカルに複製し、指定したウェブサイトの収集が完了すると自動的に回線を切断する機能を持っている。そのため、電話代を気にしないで後からゆっくりとウェブサイトを閲覧することができるという特徴があった。
開発はビー・ユー・ジーの社員が「ウェブページの持ち運び」という願いから始まり、有志の一人が一週間程度で開発した。元々は専用線向けのものであったが、ダイヤルアップに対応したり、テレホーダイのためにタイマー機能を付加するなど改良を進めていくうちに商品化することになった。
波乗野郎は一般の販売店で購入することができず、入手・購入・ライセンスキーの取得・サポートを全てインターネット上で行うという、当時の日本ではまだ珍しいキーウェア形式であったが、発売当時、日本国内にWWWオートパイロットソフトウェアは存在せず、インターネットの普及と併せて人気のソフトウェアとなった。
アイコンやダイアログメッセージに愛嬌のある犬を用いていたが、その犬は雑種のノリ君と呼ばれ、自動巡回が正常に終了するとノリ君が「今日もいい波でした」と報告してくれる機能も備えていた。
波乗野郎はそのネーミングや当時はまだ珍しかったキーウェア販売という形態により1996年 日経優秀製品・サービス賞優秀賞日経流通新聞賞を受賞している。 
ビー・ユー・ジーではその後も波乗野郎の改良を続け、バージョンアップを行ったが、2001年9月1日にライセンスキーによるロックを解除し、フリーウェアとして公開した。フリーウェア版として公開されたバージョンが最終版でそれ以降のメンテナンスは行われていない。
ビー・ユー・ジーは波乗野郎を商標登録している（商標登録番号 第4267366号 および第4122957号）。